# Коцарев Олег Олександрович
Коцарев Олег Олександрович (22 серпня 1981, Харків) — український поет, прозаїк, перекладач та журналіст. Син художника Олександра Вікторовича Коцарева.

## Життєпис

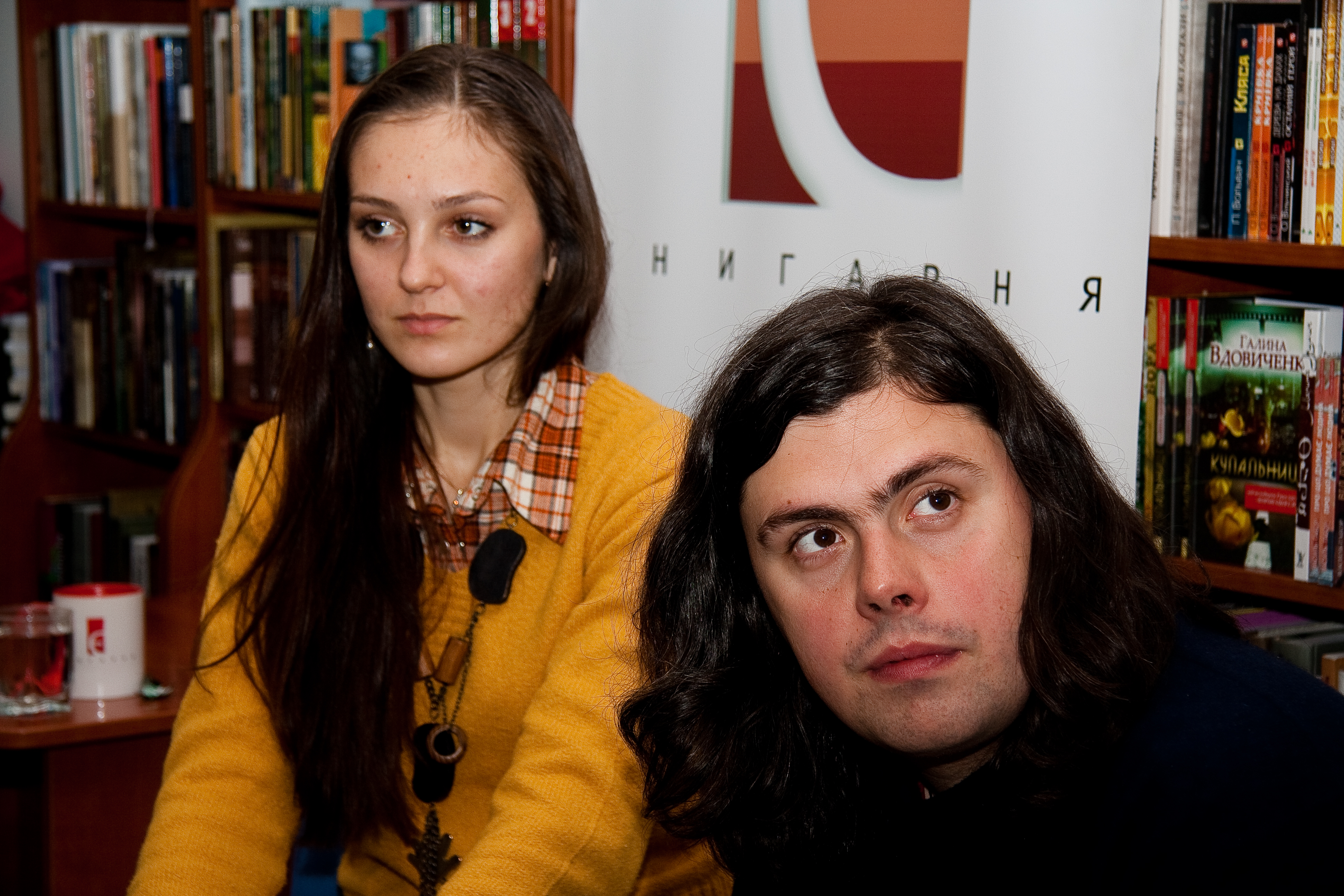
Олег Коцарев у Вінниці, жовтень 2012

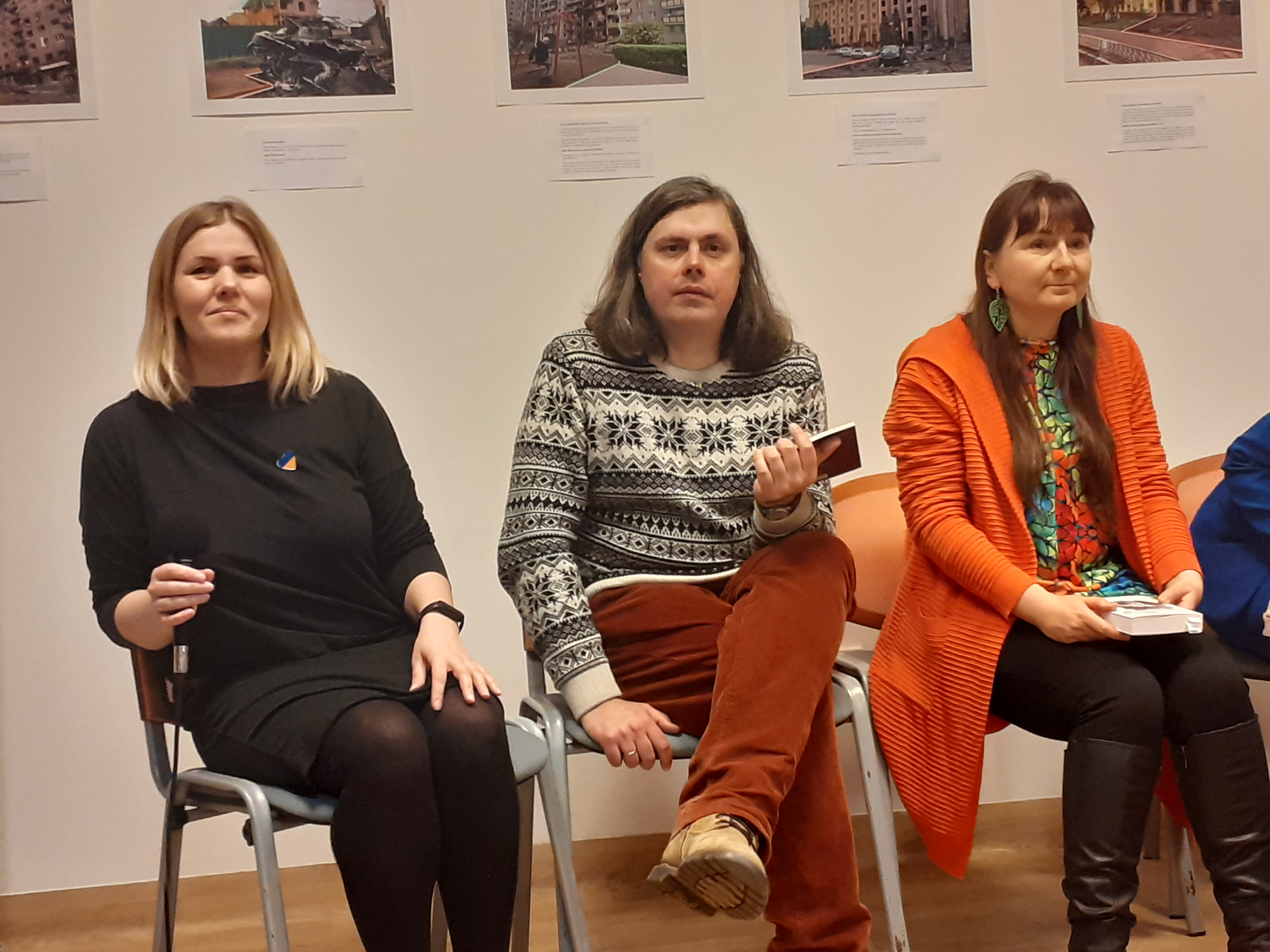
Олена Рибка, Олег Коцарев та Анета Камінська під час зустрічі, присвяченої поетичному циклу «Перед обличчям війни» в Українському домі у Варшаві.

Народився 1981 року, харківець. Закінчив відділення журналістики Харківського національного університету ім. В. Каразіна.
Автор роману «Люди в гніздах» (2017), книжок поезії «Коротке і довге» (Київ, 2003), «ЦІЛОДОБОВО!» (спільно з Горобчуком і Коробчуком) (2007), «Мій перший ніж» (2009), «Збіг обставин під Яготином» (2009, з перекладами на російську мову Дмитра Кузьміна та Анастасії Афанасьєвої), «Котра година» (2013), «Цирк» (2015), «Чорний хліб, білий кит» (2015, переклади чеською мовою), «Плавні річки» (2015, спільно з Тарасом Прохаськом), «Площа Чарлі Чапліна» (2018, з перекладами чеською мовою) і збірки оповідань «Неймовірна Історія Правління Хлорофітума Першого».
У 2000-х роках був учасником літературного конгломерату «Весло слова». Лавреат видавництва «Смолоскип» 2002 р. другої премії за збірку поезій «Коротке і довге». Лавреат конкурсу імені Валер'яна Підмогильного, часопису «Кур'єр Кривбасу», фестивалів «Київські лаври» та «Молоде вино». Лавреат премії «Глиняний кіт» за роман «Люди в гніздах». Стипендіат літературних програм «Homines Urbani» (2007 рік, Краків, Польща), «Ventspils House» (2015 рік, Вентспілс, Латвія) та «Praha město literatury» (2017 рік, Прага, Чехія).
Співупорядник антології Українська авангардна поезія (1910–1930-ті роки).
Поезія та проза друкувались у «Кур'єрі Кривбасу», «Березолі», «Черновику», «ШО», «Футурум Арт», «Дети Ра», «Альманаху 1-го міжнародного літературного фестивалю», «Весло слова», «Весло ХР», «Харків forever», «10 європейців», на сайтах www.samvydav.net, www.litclub.lviv.ua, www.poetry.uazone.net, www.tochka.org.ua, www.artvertep.dp.ua, litcentr.in.ua тощо. Критика та есеїстика публікувались у виданнях: «День», «Критика», «ЛітАкцент», УНІАН, «Березіль», «Український Тиждень», «ZaUA», «Тексти», «Історична правда» та ін.
Учасник літературних акцій: «Magnus Ducatus» (Мінськ), «Жак Дерріда. Кінцевої не буде» (Варшава), «NON/fiction» (Москва), «Трактор. Фестиваль оптимізму» (Київ), «Київські лаври» (Київ), «Вітер зі Сходу» (Івано-Франківськ), «Азіятський ренесанс» (Донецьк), «Літературний ґерць» (Дніпропетровськ), «П'ята весна» (Запоріжжя), «ZEX» (Харків), «1-ий міжнародний літературний фестиваль» (Львів), «ГоКо-КоЛа. Міцна чоловіча поезія» (Київ), Стокгольмського поетичного фестивалю та багатьох інших.
Поезія перекладалася англійською, бенгальською, білоруською, івритом, італійською, литовською, німецькою, польською, португальською, російською, сербською, словацькою, французькою та чеською мовами.
Член Українського ПЕН.

#### Поезія
- Коротке і довге. — Київ : Смолоскип, 2003.
- Цілодобово! / Богдан-Олег Горобчук, Олег Коцарев, Павло Коробчук — Київ :Факт, 2007. — 280 с.
- Мій перший ніж : збірка поезій / О.Коцарев. — Київ : Факт, 2009. — 184 с. — (Серія: Зона Овідія).
- Стечение обстоятельств под Яготиным. — Москва : АРГО-РИСК, 2009. — (рос.)
- Котра година. — Київ : Електрокнига, 2013.
- Цирк. — Тернопіль: Крок, 2015. — 208 с.
- Černý chléb, bílá velryba. — Brno : Větrné mlýny, 2015. — (чес.)
- Плавні річки. — Івано-Франківськ : Лілея-НВ, 2015.
- Chaplinovo náměstí / Площа Чарлі Чапліна. — Praha: Městská knihovna v Praze, 2018. [Архівовано 1 квітня 2022 у Wayback Machine.]
- Синкопа. — Днепр: Герда, 2019. [Архівовано 1 квітня 2022 у Wayback Machine.] — російські переклади Станіслава Бєльського
- Вміст чоловічої кишені. — Київ: Люта Справа, 2021. [Архівовано 22 квітня 2021 у Wayback Machine.]
- Жуки поетичні / Олег Коцарев, Богуслав Поляк, Олег Клюфас, Лесик Панасюк — Київ : Дух і Літера, 2025. — 176 с.

#### Проза
- Неймовірна історія правління Хлорофітума Першого : пригодницькі повідомлення / О. Коцарев. — Київ : Смолоскип, 2009. — 264 с. — (Сер. «Вони повертаються»).
- Люди в гніздах. — Київ : Комора, 2017.

#### Антології
- Дві тонни : антологія поезії двотисячників / Олег Романенко, Артем Захарченко, Катерина Бабкіна, Павло Коробчук, Олег Коцарев, Микола Леонович, Ілля Стронґовський, Богдан-Олег Горобчук, Галина Ткачук. — Київ : Маузер, 2007. — 304 с.
- Сновиди : сни українських письменників / Олег Романенко, Лариса Денисенко, Богдан Жолдак, Оксана Забужко, Олег Коцарев, Марина Соколян, Галина Ткачук, Тарас Малкович. — Київ : А-БА-БА-ГА-ЛА-МА-ГА, 2010. — 416 с. — (Доросла серія).
- «Ломикамінь: антологія українського верлібру» — Львів: ЛА «Піраміда», 2018. — 620 с.

#### Переклади
- Верніш І. Прогулянка довкола пивоварні / Іван Верніш ;  пер. з чеської Ірини Забіяки та Олега Коцарева. — Київ : Люта справа, 2016.

## Дискографія
- Zippy Kid-Setting Poetry (feat. Oleg Kotsarev) ℗ 2012 Zippy Kid [Архівовано 15 квітня 2016 у Wayback Machine.]